# ロバート・グリーン (劇作家)

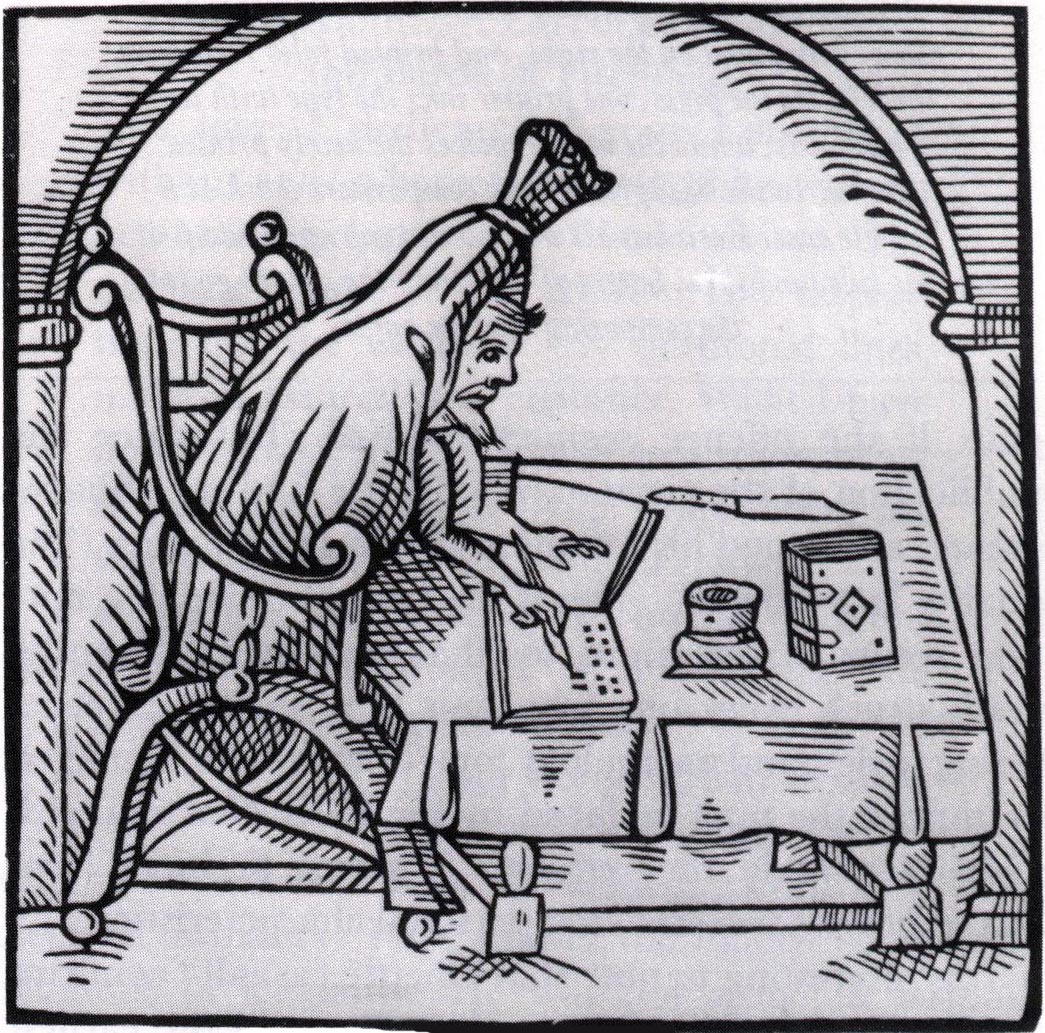
経帷子をまとって書くグリーンのアレゴリー的図像。ジョン・ディッケンソンの『思いをめぐらすグリーン』(1598)

ロバート・グリーン（1558年6月11日 - 1592年9月3日）はイングランドの作家であり、死後にグリーン作として出版された『三文の知恵』が最もよく知られた作品である。この著作はウィリアム・シェイクスピアに対する論難を含んでいると広く信じられている。グリーンはノリッジで生まれ、ケンブリッジ大学で学んで1580年に学士号を、1583年に修士号を取得した。そののちにロンドンに引っ越し、おそらくはイングランド最初の職業作家のひとりとなった。大学才人の一人でもある。グリーンは自伝、戯曲、ロマンスを含む多数のジャンルで出版活動を行っており、スキャンダラスな世評を得てそれを利用もしていた。

## 生涯
グリーンは1558年にノリッジで生まれたが、伝記作家の間では零細な馬具屋の息子であったのか、もっと富裕で地主の親戚もいた宿屋の息子だったのかについて意見の相違がある。グリーンはケンブリッジ大学のセント・ジョンズ・カレッジで1580年に学士号、1583年に修士号を取得し、1588年にオクスフォードで修士となった。グリーンはドルという名の富裕な女性と結婚していたが、妻の金を相当額使い果たした後に妻を見捨てたと言っていた。
ロンドンではグリーンは書くことで生計を立てていた。悪名高き知識人兼ごろつきとして暮らしており、エリザベス1世治世下のイングランドのくだけた雰囲気のただ中で自分が繰り広げた冒険をパンフレットに書いたり、また流行の服装にとがった赤ヒゲという忘れられない姿で人前に出たりして自ら悪評を広めていた。
グリーンは1592年9月3日に亡くなった。トマス・ナッシュによるとこれは「ラインワインとニシン漬けの宴」のせいであった。グリーンはおそらく死の床で有名な『百万の後悔によって購われたグリーンの三文の知恵』を書き、妻に自分を許して借金を片付けてくれるよう頼む手紙を送った。

## 著作

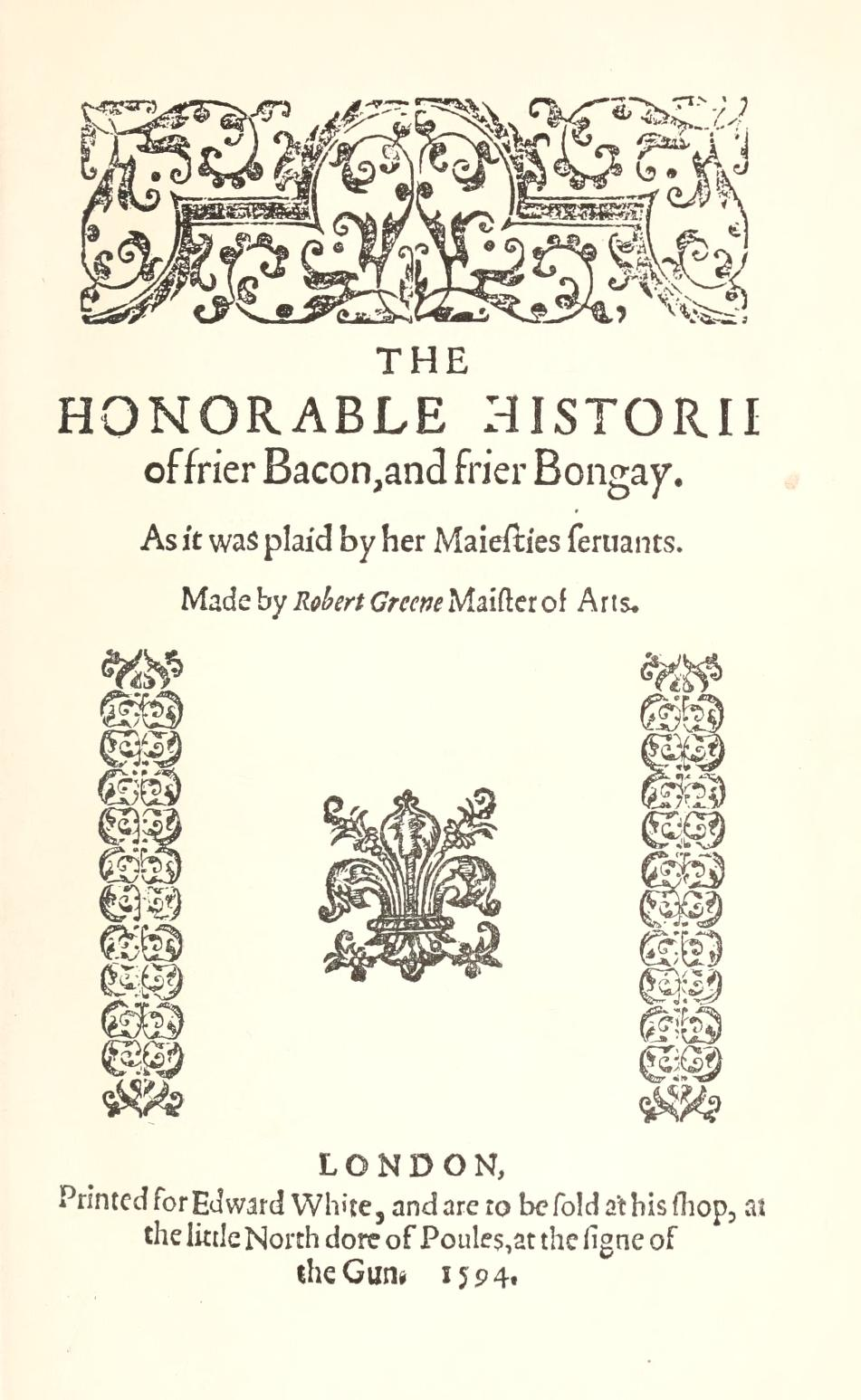
グリーンの『ベイコンとバンゲイ』(1594年版)のタイトルページ

1583年までにグリーンは作家としてのキャリアを築き始めていた。1580年には長大なロマンス『マミリア』の認可を得ており、出版していた。非常によく作り込まれた文体で書かれたロマンスを書き続け、『パンドスト』(1588)と『メナフォン』(1589)でそれは頂点に達した。短い詩や歌もロマンスに組み込むことがあり、これによりグリーンは抒情詩人としても高い評価を受けた。こうした作品を迅速に仕上げることで、グリーンはイングランドではじめて、ペンによって生計を立てる作家のひとりとなった。『メナフォン』にある一曲、「僕のいたずら娘さん、泣かないで僕の膝下で笑ってよ」は大変な成功を収め、おそらく今ではグリーンの最もよく知られた作品である。
グリーンは多作であり、職業作家というものが事実上ほとんど知られていなかった時代に生計を立てるために(かつ好きな娯楽を楽しむために)苦闘していた。悪名高い「イカサマ」のパンフレットのおかげでグリーンは世間でもよく知られた人物となったが、このパンフレットは堅気の市民から汗水垂らして稼いだ金をまきあげる道楽者やごろつきの裏話を鮮やかに語るものであった。
こうした物語は常に改悛したかつてのごろつきの視点から語られており、グリーンは一応はフィクションとしてぼかしつつも自身の暮らしの多くの事実を組み込んでいる。自分の若き日の荒っぽい暮らしぶり、結婚、ロンドンの暗部で悪名高い人物の姉妹のために妻子を見捨てたこと、役者たちとのつきあい、芝居製作の成功などを描いているのである。
グリーンは多様なジャンルで著作した。散文のロマンスに加えて、多くの道徳的な対話編や、鉱物をはじめとした物質の性質についての科学的著作まで書いていた。
グリーンの戯曲としては『ジェームズ四世のロマンス』、『アルフォンサス』、最も有名な成功作である『ベイコンとバンゲイ』(1589年頃)、またルドヴィーコ・アリオストの『狂えるオルランド』に基づく『狂えるオルランド』などがある。他にもたくさんの戯曲についてグリーンの手が入っているかもしれないと疑われており、『ボルドーのジョン』として現在に残っている『ベイコンとバンゲイ』第二部の著者かもしれない。
グリーン作であると一般に認められている戯曲に加えて、さまざまな他の戯曲についても著者としてグリーンが取り沙汰されており、こうした戯曲には『ジョン王の乱世』、『ジョージ・ア・グリーン』、『フェア・エム』、『悪党を見分けるコツ』、『ロークラインの悲劇』、『セリマス』、『エドワード三世』などがあり、とくにシェイクスピアの『タイタス・アンドロニカス』も含まれる。

## グリーンとシェイクスピア

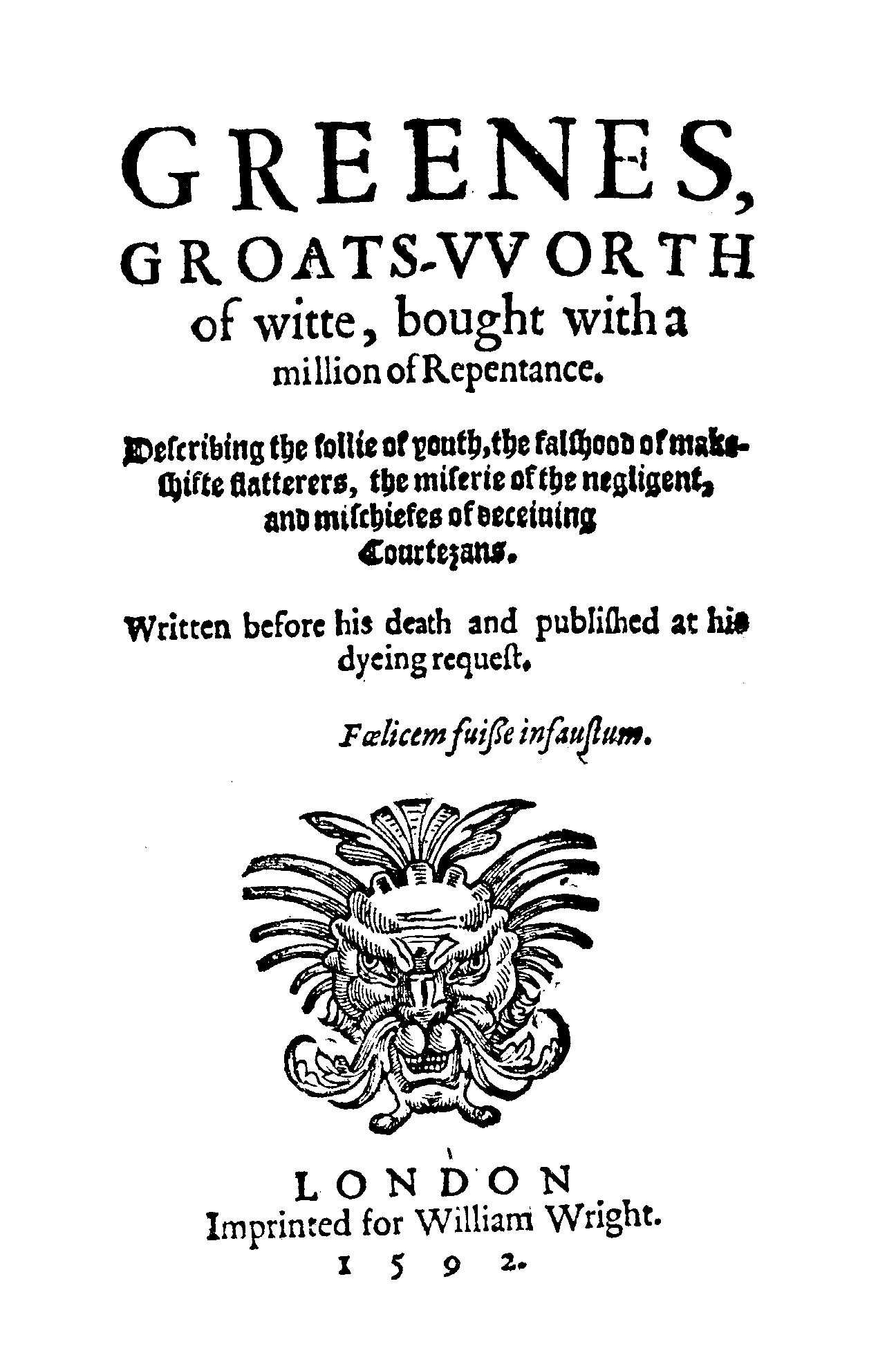
『三文の知恵』

劇作家グリーンはシェイクスピア研究者の間では『三文の知恵』(正式なタイトルは『百万の後悔によって購われたグリーンの三文の知恵』)というパンフレットで最もよく知られている。この作品について、多くの研究者はエリザベス朝ロンドンの演劇コミュニティの一員としてのシェイクスピアに関する最も初期の言及を含んでいるということで意見が一致している。この中で、グリーンはシェイクスピアを向こう見ずにも芝居を書いている役者であり、剽窃をしているとけなしている。この文章はシェイクスピアの芝居『ヘンリー六世 第3部』からとってきたのではないかと考えられている行を引用しているが、この謎めいたほのめかしが正確には何を意味しているのかについて研究者たちは意見の一致を見ていない。
グリーンは明らかに大学出の劇作家たちと同じくらい書けると自分で信じ込んでいる役者について愚痴っており、シェイクスピアの芝居を引用してその役者に触れており、'Shake-scene'というグリーンの一節の前にも後にも一度も用例のない特異な単語を用いている。シェイクスピア別人説の論者たちはグリーンの言葉は時代が早すぎてシェイクスピアへの言及ではないように見えると主張しているが(シェイクスピアは1592年の時点で自著として作品を刊行していなかった)、ほとんどの研究者はグリーンのコメントはシェイクスピアへの言及であり、シェイクスピアはこの時期には『ヘンリー六世 第1部』や『ジョン王』のような戯曲に著者として参加していた「成り上がりの」役者であったのだろうと考えている。こうした戯曲は刊行はされていなかったが、グリーンの死の前に書かれて上演されていたようである。これは他の役者エドワード・アレンへの言及であると考える研究者もおり、グリーンはこれより前のパンフレットでよく似た表現を用いてアレンを攻撃していた。
『三文の知恵』の一部あるいは全体がグリーンの死の直後に仲間の作家の誰かによって書かれたのではないかと考える研究者もおり、死の床での改悛というきわどい物語から利益を得ようと望んでそのようなことをしたのではないかと論じている(パンフレットの印刷業者であるヘンリー・チェトルが有力な候補である)。ハンスペーター・ボルンはグリーンが『三文の知恵』を全部書いたのであり、死の床での「成り上がりのカラス」に対する攻撃はシェイクスピアがグリーンの芝居『悪党を見分けるコツ』に介入したことで起こったのであると論じている。
グリーンは鮮やかで無責任な性格であったため、スティーヴン・グリーンブラットなど数人の論者はグリーンはシェイクスピアのフォルスタッフのモデルであったのかもしれないと推測している。

## 作品
戯曲
- Friar Bacon and Friar Bungay『ベイコンとバンゲイ』 (1590年頃)
- The History of Orlando Furioso 『狂えるオルランド』(1590年頃)
- A Looking Glass for London and England (トマス・ロッジと) (1590年頃)
- The Scottish History of James the Fourth 『ジェームズ四世のロマンス』(1590年頃)
- The Comical History of Alphonsus, King of Aragon  (1590年頃)
- Selimus, Emperor of the Turks (1594)

その他の著作
- Mamillia(pt. 1) (1580年頃)
- Mamillia: The Triumph of Pallas(pt. 2)(1583)
- The Myrrour of Modestie (1584)
- The History of Arbasto, King of Denmarke (1584)
- Gwydonius (1584)
- Morando, the Tritameron of Love (1584)
- Planetomachia (1585)
- Morando, the Tritameron of Love (pt. 2)(1586)
- Euphues: His Censure to Philautus (1587)
- Greene's Farewell to Folly (circa 1587)
- Penelope’s Web (1587)
- Alcida (1588)
- Greenes Orpharion (1588)
- Pandosto (1588)
- Perimedes (1588)
- Ciceronis Amor (1589)
- Menaphon (1589)
- The Spanish Masquerado (1589)
- Greene's Mourning Garment (1590)
- Greene's Never Too Late (pts. 1&2)(1590)
- Greene's Vision (1590)
- The Royal Exchange* (1590)
- A Notable Discovery of Coosnage (1591)
- The Second Part of Conycatching (1591)
- The Black Books Messenger (1592)
- A Disputation Between a Hee Conny-Catcher and a Shee Conny-Catcher (1592)
- A Groatsworth of Wit Bought with a Million of Repentance『三文の知恵』(1592)
- Philomela (1592)
- A Quip for an Upstart Courtier (1592)
- The Third and Last Part of Conycatching (1592)